# Garcinia andamanica
Garcinia andamanica är en tvåhjärtbladig växtart som beskrevs av George King. Garcinia andamanica ingår i släktet Garcinia och familjen Clusiaceae. Utöver nominatformen finns också underarten G. a. pubescens.